# Перроне, Лоренцо
Лоренцо Перроне (итал. Lorenzo Perrone; 11 сентября 1904, Фоссано, Пьемонт — 30 апреля 1952, Фоссано, Пьемонт) — итальянский рабочий-строитель. Во время Второй мировой войны работал вольнонаёмным работником в нацистском лагере смерти Освенцим, где на протяжении полугода помогал заключённому — еврею Примо Леви, ставшему впоследствии известным итальянским писателем. За это ему впоследствии было присвоено почётное звание праведник народов мира.

## Биография

### Ранние годы
Лоренцо Перроне родился 11 сентября 1904 года в Фоссано, в итальянской провинции Кунео, в Пьемонте в бедной семье. Он был одним из 6 детей. Перроне закончил только три класса начальной школы и начал работать в 10 лет. Он работал строителем и в качестве сотрудника фирмы «Боэтти» был нанят для работ в нацистском лагере смерти Аушвиц (Освенцим) на оккупированной территории Польши.

### Помощь Примо Леви
Леви познакомился с Перроне летом 1944 года, когда услышал его пьемонтский акцент и понял, откуда тот родом. На протяжении следующих шести месяцев Лоренцо помогал писателю выжить — делился с ним своим пайком, подарил свой старый жилет, был посредником для связи с родственниками на свободе, способствовал получению от них посылки с продуктами и одеждой, морально поддерживал. В последний раз они увиделись в лагере после его бомбардировки, причём Перроне не сказал другу, которому нёс еду, что получил ранение, только извинившись за то, что в суп попала земля.

### После войны
После войны Леви и Перроне дружили. Первый навещал второго в Фоссано, помог ему попасть в больницу. В 1952 году Лоренцо Перроне скончался от туберкулёза. В честь Лоренцо Примо Леви назвал двух своих детей.
В интервью, опубликованном посмертно Paris Review в 1995 году, Примо Леви описал Лоренцо Перроне как «чувствительного человека, почти неграмотного, но на самом деле святого… Мы почти никогда не разговаривали. Он был молчаливым человеком. Он отказался от моей благодарности. Он почти не отвечал на мои слова. Он просто пожал плечами: „Возьми хлеб, возьми сахар. Молчи, тебе не нужно говорить“».

## Память
- В 1998 году израильским институтом «Яд ва-Шем» посмертно удостоен почётного звания «Праведник народов мира».
- Примо Леви рассказал о нём в своих произведениях, а также назвал в честь Лоренцо своих детей, дочь и сына.